# Michel Toussaint
Michel Toussaint (né le 26 novembre 1922 et mort le 23 mars 2007 à Namur, Belgique), est un avocat et homme politique libéral belge.

## Biographie
Il est de 1963 à 1984, sénateur. En 1966, il devient secrétaire d'État à l'Éducation nationale jusqu'en 1968.
Il devint par la suite ministre de l'Éducation nationale, de 1973 à 1974 dans les gouvernements Leburton I et Leburton II, puis successivement ministre du Commerce extérieur et de la Réforme des institutions au sein du gouvernement de Leo Tindemans de 1974 à 1977. Il fut aussi président du Conseil de la Communauté française du 19.10.1982 au 15.10.1984 et député européen. A Namur, il est conseiller communal de 1958 à 1988 et premier échevin de la ville. Il obtient le titre de ministre d'État en décembre 1983.
Il milita dans diverses organisations wallonnes autonomistes dont les Amis et disciples de François Bovesse, l'Entente libérale wallonne la section namuroise de Wallonie libre à la fin de sa carrière politique